# Fehéroroszország világörökségi helyszínei
Fehéroroszország területéről eddig négy helyszín került fel a világörökségi listára, valamint öt további helyszín a javaslati listán várakozik a felvételre.
| | Białowieża-erdő |
| Fehéroroszország és Lengyelország közös világörökségi helyszíne |                 |
| 1979, kiterjesztés: 1992, 2014 |                 |
| Természeti (IX)(X) |                 |
| Védett terület: 141 885 ha, hivatkozás: 33 |                 |
| A Lengyelország és Fehéroroszország határán fekvő ártéri őserdő i. e. 8000 körül alakulhatott ki és ez az Európát egykor borító őserdők egyetlen fennmaradt példája. A területre szélsőséges hőmérsékleti viszonyok jellemzőek, ezért élővilága meglepően változatos. Az erdő legnagyobb része örökzöldekből áll, itt élnek Európa legmagasabb fái, 55 méteres lucfenyők és 40 méteres kőrisek. Lengyelország legrégebbi nemzeti parkja megközelítőleg az erdő egytizedét foglalja magába. A védett területen medvék, jávorszarvasok, hiúzok, farkasok mellett a kihalástól megmentett, 1952-től visszatelepített európai bölények is élnek. A park több mint kétszáz madárfajnak biztosít élőhelyet, köztük megtalálható a fehérfarkú sas, a fehér gólya, a vándorsólyom és a fülesbagoly is. Az állatokon kívül több mint kilencszáz edényes növényfajt azonosítottak, köztük 26 fa és 138 cserjefélét, amelyeknek csaknem kétharmada őshonos a területen. |                 |

| | Miri várkastély |
| 2000 |                 |
| Kulturális (II)(IV)() |                 |
| Védett terület: 27 ha, hivatkozás: 625 |                 |
| A gótikus, reneszánsz és barokk stílusú várkastély építése a 15. században kezdődött majd 1568-ban Radziwill herceg tulajdonába került. A 16. és a 17. század folyamán főúri rezidenciává alakították át. A várkastély alaprajza egy 75 méter oldalhosszúságú négyzet, mind a négy sarkán ötszintes, vaskos toronnyal. Az épületegyüttes a belaruszok egyik nemzeti jelképe, ami sokszor különböző birodalmak ütközőzónájába került. A kastélyt eredetileg két okból építették, a robusztus téglafalak és a lőrések katonai szerepre utalnak, míg a toronyhomlokzatok díszítése reprezentációs céllal készült. Jellegzetessége, hogy a vörös téglából épült egységek fehérre vakolt épületrészekkel váltakoznak. A 19. században elvesztette stratégiai jelentőségét, ekkor keleti oldalánál egy parkot alakítottak ki, ahova 1904-ben egy kápolnát emeltek. Az első világháborúban súlyosan károsodott, a második világháborúban koncentrációs táborként használták, felújítása csak az 1980-as években kezdődött meg. |                 |

| | A Radziwill család rezidenciája építészeti és kulturális komplexuma Nyaszvizsban |
| 2005 |                                                                                  |
| Kulturális (II)(IV)(VI) |                                                                                  |
| Hivatkozás: 1196 |                                                                                  |
| A Fehéroroszország délnyugati részén elhelyezkedő épületkomplexum 1939-ig volt a mágnáscsalád tulajdonában. A család a 15. századtól fontos szerepet játszott a politikai és a kulturális életben, erőfeszítéseiknek hála Nyaszvizs város igen befolyásossá vált. A kastély legrégebbi részét 1500 körül építették uradalmi laknak. Később egy hatszögletű udvar körül fejlesztették tovább, jelenleg tíz egybefüggő épületből áll és egy angolpark csatlakozik hozzá. Az épületen egyaránt felismerhetőek a keleti és a nyugati építészet stílusjegyei és fontos prototípusnak számít a közép-európai és az orosz építészet fejlődésében. A kastély magába foglalja a palotát, a képtárakat, a lakórészt és a fegyvertárat, ezek mindegyike a 16. századi erődítmény belsejében található. A helyszínhez hozzá tartozik még a Corpus Christi templom amit egy töltés köt össze a kastéllyal, valamint egy temető a családtagok sírjaival. A kastély a 20. században romos állapotba került, évekig tartó felújítás után újra látogatható. |                                                                                  |

| | Struve földmérő vonal |
| Észtország, Fehéroroszország, Finnország, Lettország, Litvánia, Moldova, Norvégia, Oroszország, Svédország és Ukrajna közös világörökségi helyszíne. |                       |
| 2005 |                       |
| Kulturális (I)(IV)(VI) |                       |
| Hivatkozás: 1187 |                       |
| A 19. századra a háromszögeléses módszer módszer már elérte azt a fejlettségi szintet, hogy rendszeresen alkalmazták a földméréseknél. Friedrich Georg Wilhelm von Struve német csillagász eldöntötte, hogy ezzel a módszerrel pontosan meghatározza a Föld formáját és nagyságát. A méréseket úgynevezett háromszögelési technikával, mérőpontok által meghatározott háromszöghálózat segítségével végezték. A munkát 1816-ban kezdték el és majdnem negyven évvel később 1855-ben fejezték be. A cél a tartui meridián, a Tartu városán áthaladó hosszúsági kör pontos megmérése volt. A tíz országon (Norvégia, Svédország, Finnország, Oroszország, Észtország, Lettország, Litvánia, Fehéroroszország, Ukrajna, Moldovai Köztársaság) áthaladó földmérő vonal a Jeges-tengertől a Fekete-tengerig húzódik, hossza 2820 kilométer, 258 háromszögből és 265 felsőrendű és 60 alsórendű pontból áll. A telepített mérési pontokból napjainkra 34 maradt meg. |                       |